# Heddals kommun
Heddals kommun (norska: Heddal kommune) var en kommun i Telemark fylke i Norge. Kommunen omfattade den södra delen av nuvarande Notoddens kommun (landsbygden kring staden Notodden). Byn Heddal utgjorde kommunens centralort.

## Administrativ historik
Heddals kommun upprättades den 1 januari 1838 (som Hitterdal formannskapsdistrikt) när Formannskapslovene från 1837 trädde i kraft. 
Den 1 januari 1883 överfördes ett bebott område (med 42 invånare) från Hitterdals kommun till Bø kommun.
Den 1 januari 1913 bröts stadskommunen Notodden ut ur kommunen som då minskade från 7 711 invånare före delningen till 2 890 invånare efter.
1918 bytte kommunen namn från Hitterdal (eller Hiterdal) till Heddal.
Den 1 januari 1964 gick Heddals kommun, tillsammans med delar av kommunerna Gransherad och Hovin, upp i Notoddens kommun. Kommunens hade då 4 844 invånare.

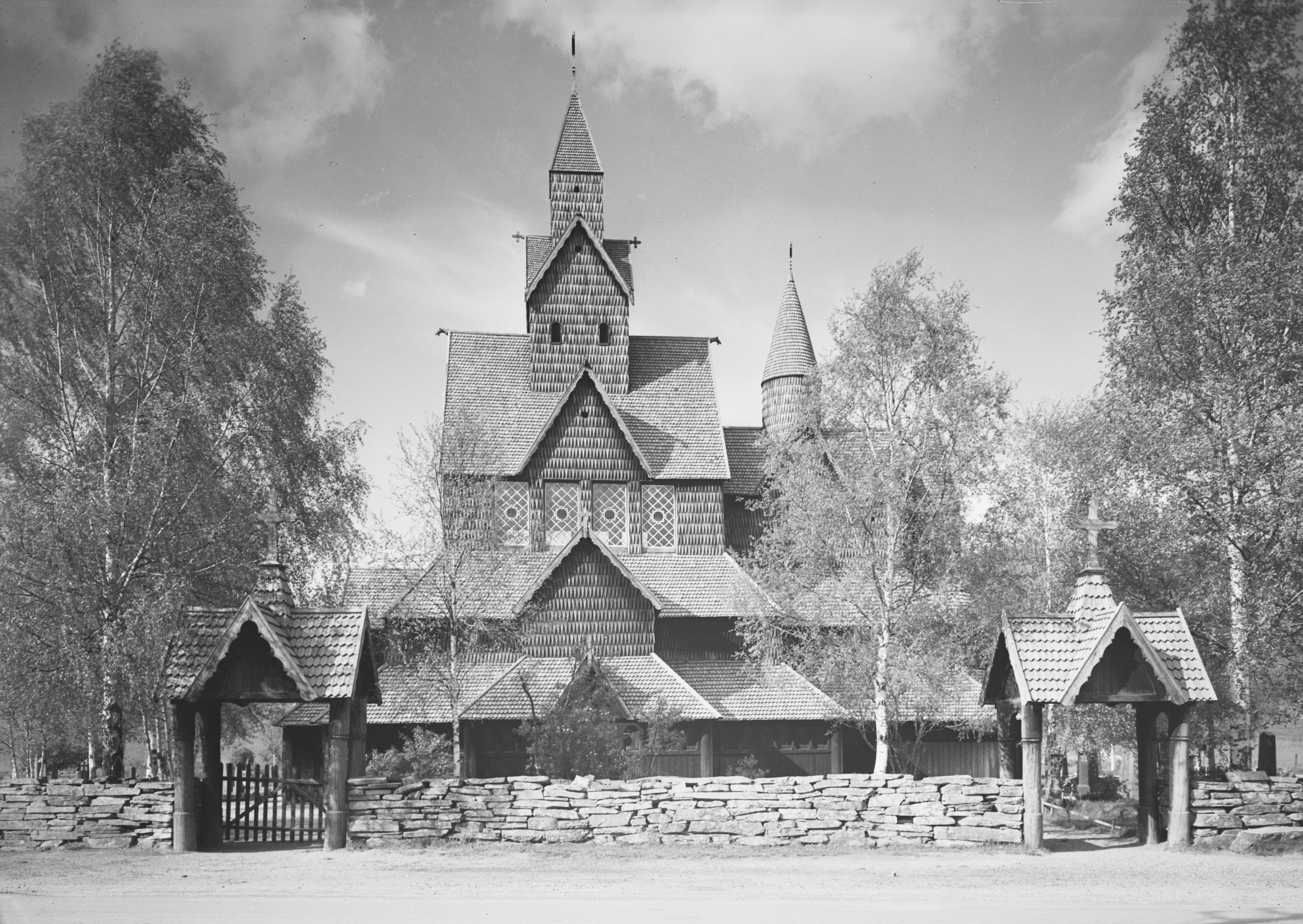
Heddals stavkyrka.